# Arnould de Scoblas
Pour les articles homonymes, voir Arnould.
Arnould de Scoblas est un musicien du XVIIe siècle. Il serait originaire d'Ath, ou plutôt des environs, car on ne retrouve pas ce nom dans les registres de baptême de la ville. Il a embrassé l'état ecclésiastique. Il fut maître de chant à l'église de Saint-Julien, à Ath. Le 4 octobre 1662, les administrateurs de la paroisse de Sainte-Walburge à Audenarde lui ayant attribué la même charge dans cette église, il prit possession de cette dernière place le 19 novembre suivant et la conserva jusqu'en 1681. On lui doit notamment un Motet de chœur à quatre voix et à trois instruments, dont la partition est conservée à Audenarde.

## Référence
- Biographie nationale, Bruxelles, Académie royale des sciences, des lettres et des beaux-arts de Belgique, 1914-1920, tome XXII, p. 105-106.